# Yainville
Yainville – miejscowość i gmina we Francji, w regionie Normandia, w departamencie Sekwana Nadmorska. Przez miejscowość przepływa Sekwana. 
Według danych na rok 1990 gminę zamieszkiwało 1135 osób, a gęstość zaludnienia wynosiła 343 osoby/km² (wśród 1421 gmin Górnej Normandii Yainville plasuje się na 196. miejscu pod względem liczby ludności, natomiast pod względem powierzchni na miejscu 819.).
W miejscowości znajduje się kościół pw. św. Andrzeja, pochodzący z XI wieku.